# Pungtungia hilgendorfi
Pungtungia hilgendorfi är en fiskart som först beskrevs av Jordan och Fowler, 1903.  Pungtungia hilgendorfi ingår i släktet Pungtungia och familjen karpfiskar. Inga underarter finns listade i Catalogue of Life.